# 兜葉擬蕨蘚
兜葉擬蕨蘚（学名：Pterobryopsis cucullatifolia）为蕨蘚科擬蕨蘚屬下的一个种。